# Order of the Bath
The Most Honourable Order of the Bath (tidligere The Most Honourable Military Order of the Bath) er en britisk ridderorden, som blev grundlagt af Georg I den 18. maj 1725.
Navnet kommer fra en ceremoni ved ridderslagning i middelalderen, et rituelt bad, som symboliserede åndelig renselse. Riddere som gennemgik dette bad blev kaldt Knights of the Bath, men det var ikke organiseret som en egen orden. Det er derfor ikke rigtigt, når der enkelte steder står, at George 1. genoplivede ordenen; han oprettede en ny orden med nye statutter.

## Ordensopdeling og statutter
Ordenen består af den britiske monark, Great Master (pr. 2024 prinsen af Wales) og medlemmer i tre klasser:

### Klasser
- Knight of the Grand Cross eller Dame Grand Cross (ridder, forkortes GCB)
- Knight Commander eller Dame Commander (kommandør, forkortes KCB/DCB)
- Companion (medlem/«ledsager», forkortes CB)

### Statutter
Statutterne giver mulighed for
- 120 Knights eller Dames Grand Cross (GCB) (blandt hvilke Great Master er den første og leder)
- 355 Knights Commander (KCB) eller Dames Commander (DCB)
- 1.925 Companions (CB)

## Medlemmer

### Regulære medlemmer
Regulært medlemskab er begrænset til borgere i Storbritannien og Commonwealth-landene. Medlemmer som er udpeget til den civile afdeling "gennem deres personlige tjeneste til kronen eller deres udøvelse af offentlige opgaver have opnået ... kongelig gunst." Udpegelse til den militære afdeling begrænses af den enkeltes rang. GCB'ere skal mindst have rang af Rear Admiral (kontreadmiral), Major General (generalmajor) eller Air Vice-Marshal (generalmajor i luftvåbnet). KCB'ere skal mindst have rang af Captain (kommandør) i Royal Navy, Colonel (oberst) i British Army eller Royal Marines, eller Group Captain (oberst) i Royal Air Force. CB'ere skal mindst have rang af Lieutenant Commander orlogskaptajn, Major (major) eller Squadron Leader (major i luftvåbnet), og skal derudover have været nævnt i dagsbefalinger for udmærkelse som leder i en kampsituation. Ikke-taktiske officerer, f.eks. tekniske eller lægelige kan kun udpeges på baggrund af meritgivende tjeneste i krigstid.

### Honorære medlemmer
Udlændinge fra ikke-Commonwealthlande kan blive æresmedlemmer. Dronning Elizabeth 2. har grundlagt den sædvane at besøgende statsoverhoveder tildeles en honorær GCB, f.eks. Gustav Heinemann (i 1972), Ronald Reagan (i 1989), Lech Wałęsa (i 1991), Fernando Henrique Cardoso, George H. W. Bush (i 1993), Nicolas Sarkozy i marts 2008,
Mange udenlandske generaler er også blevet honorære medlemmer af ordenerne, f.eks. Georgij Zjukov, Dwight D. Eisenhower, George Patton og Douglas MacArthur under 2. verdenskrig, foruden Norman Schwarzkopf og Colin Powell efter Golfkrigen.

#### Eksklusion
Et mere kontroversielt medlem af ordenen var Robert Mugabe, som fik frataget sit medlemskab efter råd fra udenrigsminister David Miliband, den 25. juni 2008 som "en markering af modstand mod overtrædelse af menneskerettighederne og ussel ligegyldighed overfor den demokratiske proces i Zimbabwe, som præsident Mugabe har stået for". 
Honorære medlemmer tæller ikke med i de numeriske begrænsninger i hver klasse.  Hertil kommer at statutterne tillader monarken at overskride grænserne i krigstid eller under andre særlige omstændigheder.